# Frații Purității
Frații Purității (în Limba arabă الصفاء‎ إخوان‌, Iḫwān aṣ-Ṣafā) sau Frații Purității și Prietenii întru Credință (Iḫwān aṣ-Ṣafā wa Ḫillān al-wafā) reprezintă o breaslă de gânditori autointitulată 'Iḫwān aṣ-Ṣafā’ wa Ḫillān al-wafā’ "Frații Purității și Prietenii întru Credință", care în Basra, Irak, secolului X, lansează un puternic manifest cultural de factură eclectică, fundamentându-și poziția filosofică pe respectul asupra universalității gândirii, structurată de reguli precise subordonate științelor matematice.
O frăție secretă, autorii enciclopediei de natură filosofică și religioasă denumită „Epistolele fraților purității și ai prietenilor întru credință loiali” (Rasāʾil ikhwān aṣ-ṣafāʾ wa khillān al-wafāʾ), care este revendicată de siitii duodecimani și de către ismailiți (șiiți septimani), ca parte a învățăturii lor, în ciuda criticii la adresa doctrinei Imamului Ascuns.
Considerați a fi inițiatorii primei enciclopedii arabe, Frații Purității fac parte din autorii canonici ai filosofiei teoretice redactate în limba arabă clasică, alături de Al-Kindi, Al-Farabi și Avicenna.

## Denumirea
Cu referire la denumirea acestora, exista mai multe teorii, însă cea care predomină este reflectată de probabilitatea influenței lucrării Kalīla și Dimna asupra titulaturii asumate de către Frații Purității. Povestirea din lucrarea Kalīla și Dimna, care ar sta la baza acestui titulaturi, poartă denumirea de ,,Porumbița gulerată” sau ,,Pilda despre frații întru curățenia sufletului și despre alianța lor întru prietenie” ori ,,pilda întru curățenia sufletului și a întrajutorării dintre ei”, și reflectă, pe baza alegoriei cu referire la patru personaje (corbul, gazela, șobolanul și țestoasa), indestructibilitatea unei prietenii și actele care funcționează ca un liant în constituirea acesteia.
În plus, denumirea acestora este frecvent elaborată în termeni mutaziliți, ismailiți și sufiți care nu se găsesc în povestirea ,,Porumbița gulerată” din lucrarea Kalīla și Dimna, de exemplu: ,,,lkhwān al-Safā' și Prietenii Loialității”,  ,,lkhwān al-Safā' și Prieteni ai loialității și oameni ai dreptății și fii ai Laudei”, ,,lkhwān al-Safā' și Prietenii loialității și Oamenii de laudă și Fii ai Gloriei”, ,,lkhwān al-Safā' și Prieteni ai loialității și oameni ai dreptății și fii ai laudei și domni ai adevărurilor și posesori ai semnificațiilor” precum și denumirea de ,,lkhwān al-Safā' și Prieteni Nobili”. Unele dintre aceste denumiri sunt citate oficial la începutul și la sfârșitul Enciclopediei Epistolelor și, prin urmare, ar putea fi de așteptat să fie denumiri oficiale sub care aceștia și-ar fi dorit să fie cunoscuți. Există o legătură cu mutaziliții în ceea ce privește denumirea „Oamenii justiției”: mutaziliților le plăcea să se refere la ei înșiși drept „oameni ai unității și justiției”. Expresia „Deținătorii semnificațiilor” este o referire probabilă la doctrina bāṭin și ẓāhir expusă de către ismailiți.
Expresia „lkhwan al-Safa” a fost tradusă variat, în limba engleză ca „Brethren of Purity”, „The Pure Brethren”, „Sincere Brethren”, „Sincere Friends”, în limba Germană ca „die lauteren Brüder”, „die treuen Freunde”, „die aufrichtigen Brüder und treuen Freunde”, în limba Franceză ca „les Frères de la Pureté”, respectiv în limba română ca „Frații Purității”. 
Frații Purității se adresează frecvent nu doar ca Ikhwan al-safa’ (Frații Purității), ci și sub denumirea Khillan al-wafa („Prietenii loiali”) și se caracterizează prin alte epitete care evidențiază noblețea și dreptatea.

## Identitatea membrilor
Numele cel mai adesea folosite cu referire la identitatea membrilor sunt: Abū Sulaymān Ibn Maʻ šar al-Bustī, Abū al-Hasan ʻ Alī ibn Hārūn al Zanğāni, Abū Ahmad al-Mihrağānī, Abū al-Hasan al-ʻ Awfī și Zaīd Ibn Rifāʻ a. Există mai multe surse de scrieri cu privire la identitatea acestora, dintre care: